# ジエンジオン
ジエンジオン(Dienedione)は、アナボリックステロイドであり、ジエノロンの前駆体である。2010年1月4日にアメリカ合衆国における規制物質となり、規制物質法の付表IIIのアナボリックステロイドとして分類された。この前には、アメリカ合衆国内でも筋肉増強サプリメントとして販売されており、しばしば獣医学用のステロイドであるトレンボロンのプロホルモンとして誤って販売されることもあった。規制前に、アメリカ食品医薬品局が未認可の新薬を販売したとしてBodybuilding.comを摘発した際のサプリメントの多くにも含まれていた。活性型のジエノロンは、トレンボロンと構造的な類似性を持つが、11-炭素-エン結合を欠く。